# Federico di Schleswig-Holstein-Sonderburg-Wiesenburg
Federico di Schleswig-Holstein-Sonderburg-Wiesenburg (2 febbraio 1651 – 7 ottobre 1724) è stato duca di Schleswig-Holstein-Sonderburg-Wiesenburg dal 1685 al 1723.

## Biografia
Il duca Federico nacque nel 1652, come primogenito di Filippo Luigi e della sua seconda moglie Anna Margherita di Assia-Homburg.
Assunse il comando di un reggimento di corazzieri in Ungheria. Il 14 luglio del 1672 sposò la duchessa Carolina di Legnica-Brieg, da cui divorziò nel 1680.
Ricevette il grado di Generalfeldwachtmeister il 5 febbraio 1676; il 19 agosto 1687 raggiunse quello di General der Kavallerie e il 7 giugno 1689 divenne feldmaresciallo.
Morì nel 1724 all'età di 73 anni.

## Discendenza
Federico di Schleswig-Holstein-Sonderburg-Wiesenburg e Carolina di Legnica-Brieg ebbero un figlio:
- Leopoldo (1674-1744), con la moglie Maria Elisabetta del Liechtenstein ebbe cinque figlie.

## Ascendenza
|                                                           |                             |                                                 | Genitori                                  |  |  | Nonni |  |  | Bisnonni                                  |  |  | Trisnonni                  |  |
|                                                           |                             |                                                 |                                           |  |  |       |  |  | Giovanni di Schleswig-Holstein-Sonderburg |  |  | Cristiano III di Danimarca |  |
|                                                           |                             |                                                 |                                           |  |  |       |  |  | Giovanni di Schleswig-Holstein-Sonderburg |  |  | Cristiano III di Danimarca |  |
|                                                           |                             | Dorotea di Sassonia-Lauenburg                   |                                           |  |  |       |  |  | Giovanni di Schleswig-Holstein-Sonderburg |  |  |                            |  |
| Alessandro di Schleswig-Holstein-Sonderburg               |                             |                                                 |                                           |  |  |       |  |  | Giovanni di Schleswig-Holstein-Sonderburg |  |  |                            |  |
|                                                           |                             | Elisabetta di Brunswick-Grubenhagen             | Ernesto III di Brunswick-Grubenhagen      |  |  |       |  |  |                                           |  |  |                            |  |
|                                                           |                             | Elisabetta di Brunswick-Grubenhagen             | Ernesto III di Brunswick-Grubenhagen      |  |  |       |  |  |                                           |  |  |                            |  |
|                                                           |                             | Elisabetta di Brunswick-Grubenhagen             | Margherita di Pomeriana                   |  |  |       |  |  |                                           |  |  |                            |  |
| Filippo Luigi di Schleswig-Holstein-Sonderburg-Wiesenburg |                             | Elisabetta di Brunswick-Grubenhagen             |                                           |  |  |       |  |  |                                           |  |  |                            |  |
|                                                           |                             | Giovanni Günther I di Schwarzburg-Sondershausen | Günther XL di Schwarzburg                 |  |  |       |  |  |                                           |  |  |                            |  |
|                                                           |                             | Giovanni Günther I di Schwarzburg-Sondershausen | Günther XL di Schwarzburg                 |  |  |       |  |  |                                           |  |  |                            |  |
|                                                           |                             | Giovanni Günther I di Schwarzburg-Sondershausen | Elisabetta di Isenburg-Büdingen-Ronneburg |  |  |       |  |  |                                           |  |  |                            |  |
| Dorotea di Schwarzburg-Sondershausen                      |                             | Giovanni Günther I di Schwarzburg-Sondershausen |                                           |  |  |       |  |  |                                           |  |  |                            |  |
|                                                           |                             | Anna di Oldenburg                               | Antonio I di Oldenburg                    |  |  |       |  |  |                                           |  |  |                            |  |
|                                                           |                             | Anna di Oldenburg                               | Antonio I di Oldenburg                    |  |  |       |  |  |                                           |  |  |                            |  |
|                                                           |                             | Anna di Oldenburg                               | Sofia di Sassonia-Lauenburg               |  |  |       |  |  |                                           |  |  |                            |  |
| Federico di Schleswig-Holstein-Sonderburg-Wiesenburg      |                             | Anna di Oldenburg                               |                                           |  |  |       |  |  |                                           |  |  |                            |  |
|                                                           | Giorgio I d'Assia-Darmstadt | Filippo I d'Assia                               |                                           |  |  |       |  |  |                                           |  |  |                            |  |
|                                                           | Giorgio I d'Assia-Darmstadt | Filippo I d'Assia                               |                                           |  |  |       |  |  |                                           |  |  |                            |  |
|                                                           | Giorgio I d'Assia-Darmstadt | Cristina di Sassonia                            |                                           |  |  |       |  |  |                                           |  |  |                            |  |
| Federico I d'Assia-Homburg                                | Giorgio I d'Assia-Darmstadt |                                                 |                                           |  |  |       |  |  |                                           |  |  |                            |  |
|                                                           |                             | Maddalena di Lippe                              | Bernardo VIII di Lippe                    |  |  |       |  |  |                                           |  |  |                            |  |
|                                                           |                             | Maddalena di Lippe                              | Bernardo VIII di Lippe                    |  |  |       |  |  |                                           |  |  |                            |  |
|                                                           |                             | Maddalena di Lippe                              | Katharina von Waldeck-Eisenberg           |  |  |       |  |  |                                           |  |  |                            |  |
| Anna Margherita di Assia-Homburg                          |                             | Maddalena di Lippe                              |                                           |  |  |       |  |  |                                           |  |  |                            |  |
|                                                           |                             | Cristoforo di Leiningen-Westerburg              | Giorgio I di Leiningen-Westerburg         |  |  |       |  |  |                                           |  |  |                            |  |
|                                                           |                             | Cristoforo di Leiningen-Westerburg              | Giorgio I di Leiningen-Westerburg         |  |  |       |  |  |                                           |  |  |                            |  |
|                                                           |                             | Cristoforo di Leiningen-Westerburg              | Margherita di Isenburg-Büdingen           |  |  |       |  |  |                                           |  |  |                            |  |
| Margherita Elisabetta di Leiningen-Westerburg             |                             | Cristoforo di Leiningen-Westerburg              |                                           |  |  |       |  |  |                                           |  |  |                            |  |
|                                                           |                             | Anna Maria Ungnad von Weißenwolff               | Simeon Ungnad                             |  |  |       |  |  |                                           |  |  |                            |  |
|                                                           |                             | Anna Maria Ungnad von Weißenwolff               | Simeon Ungnad                             |  |  |       |  |  |                                           |  |  |                            |  |
|                                                           |                             | Anna Maria Ungnad von Weißenwolff               | Katharina von Plesse                      |  |  |       |  |  |                                           |  |  |                            |  |
|                                                           |                             | Anna Maria Ungnad von Weißenwolff               |                                           |  |  |       |  |  |                                           |  |  |                            |  |